# Muzeum Regionalne w Wolinie
Muzeum Regionalne im. Andrzeja Kaubego w Wolinie – muzeum znajdujące się przy wolińskim rynku, obok ratusza. 

## Historia
Muzeum otwarto 22 lipca 1966, w dniu Narodowego Święta Odrodzenia Polski. Pierwsza wystawa stała prezentowała dzieje Wolina w IX–XII w., a stworzyli ją naukowcy z Instytutu Historii Kultury Materialnej PAN (obecnie Instytut Archeologii i Etnologii PAN) wraz z pracownikami Muzeum Pomorza Zachodniego w Szczecinie (obecnie Muzeum Narodowe w Szczecinie). W latach 1968–1992 kierownikiem, a następnie dyrektorem muzeum był archeolog i fotografik Andrzej Kaube (od 1993 placówka nosi jego imię). Organizatorem muzeum jest Gmina Wolin.

## Zbiory
Muzeum posiada:
- zbiory archeologiczne (artefakty pozyskane podczas wykopalisk i znaleziska luźne);
- zbiory etnograficzne (wytwory lokalnego rzemiosła z XIX i XX w.);
- zbiory artystyczno-historyczne (kolekcje malarstwa i rzeźby, militaria, dokumenty i inne);
- zbiory numizmatyczne (ponad 200 eksponatów o charakterze regionalnym);
- archiwum fotograficzne (negatywy, przeźrocza i odbitki zdjęć wykonanych w większości przez A. Kaubego, a obrazujących życie codzienne na Pomorzu Zachodnim w drugiej połowie XX w.);
- fonotekę (archiwum historii mówionej, nagrane w latach 1970–1988 przez A. Kaubego na szpulowych taśmach magnetofonowych);
- bibliotekę (ponad 3000 woluminów)[2].

## Wystawa stała
Od 13 lipca 2024 w muzeum eksponowana jest wystawa stała „Wolin – więcej niż legenda” (w językach polskim i angielskim). Ekspozycja została podzielona na cztery części tematyczne, prezentowane w osobnych salach:
- Wyspa – przedstawia zarys historii geologicznej Bałtyku, geografię wyspy Wolin i jej najdawniejsze dzieje, oraz skarb z epoki brązu, odnaleziony w 1988 przez Wolinianina Ludwika Jankowskiego na miejskim cmentarzu;
- Emporium – ukazuje rozwój Wolina we wczesnym średniowieczu (od niewielkiej osady na brzegu Dziwny do największego miasta portowego na południowym wybrzeżu Bałtyku) i jego ówczesne relacje z Pomorzem, Polską i Skandynawią, a także opowiada o Jomsborgu i Jomswikingach;
- Świętowit – przedstawia wierzenia przedchrześcijańskie na Pomorzu (w tej części wystawy prezentowana jest słowiańska figurka kultowa, odnaleziona w mieście, tzw. Świętowit woliński);
- Wolin – opisuje dzieje Wolina od późnego średniowiecza do współczesności (m.in. legendę Winety, miasto lokacyjne, woliński zamek, czasy III Rzeszy i okres powojenny – w tym wykopaliska archeologiczne prowadzone od ponad 70 lat); w tej sali znajduje się wielkoformatowa makieta śródmieścia Wolina w latach 30. XX w.[4]

## Udostępnienie
Muzeum jest obiektem całorocznym, dostępnym dla zwiedzających od wtorku do niedzieli w godz. 10:00–16:00. Wstęp odpłatny, za wyjątkiem wtorków, kiedy wstęp jest wolny. Budynek muzeum został dostosowany do potrzeb osób niepełnosprawnych ruchowo.

## Dyrektorzy
- 1968–1992 – Andrzej Kaube (początkowo na stanowisku kierownika);
- 1992–marzec 2008 – Karol Kruk;
- kwiecień 2008–sierpień 2008 – Kamil Maciejewski;
- wrzesień 2008–listopad 2019 – Ryszard Banaszkiewicz;
- grudzień 2019–grudzień 2024 – dr Karolina Kokora;
- od stycznia 2025 – Damian Chmiel.

## Wydawnictwa
Muzeum jest wydawcą następujących publikacji:
- Wolin Pomorski, opr. A. Kaube, współwydawca: Wojewódzki Ośrodek Informacji i Reklamy Turystycznej w Szczecinie, bez miejsca i roku wydania, paginacji [ss. 8] oraz numeru ISBN.
- A. Kaube, Muzea Ziemi Wolińskiej, bez miejsca i roku wydania, paginacji oraz numeru ISBN.
- Wolin przed 1000 lat, opr. J. Wojtasik i A. Kaube, współwydawca: Stowarzyszenie Kulturalne Ziemi Wolińskiej, bez miejsca i roku wydania, paginacji oraz numeru ISBN.
- A. Kaube, Wolin Wineta, bez miejsca i roku wydania [1970?], ss. 16, bez numeru ISBN.
- A. Kaube, Wolin. Vineta – Jomsborg, współwydawca: „Wolna Strefa” – Szczecin, bez miejsca wydania, 1990, ss. 34, bez numeru ISBN (publikacja w językach angielskim i niemieckim; tytuł części niemieckiej na s. 25: Wolin - Vineta - Jomsborg. Einlage zum Informator - deutsche Version).
- „Woliński Informator Muzealny”, z. 1, 1994, ss. 240, bez numeru ISSN (kolejne zeszyty czasopisma nie ukazały się).
- K. Kruk, Wolin na starej fotografii, współwydawca: Wydawnictwo Pagina, Wolin 1998, ss. 38, ISBN 83-86729-36-8 (publikacja w językach: polskim, angielskim i niemieckim).
- [Anonim], Muzeum Regionalne im. Andrzeja Kaubego w Wolinie – 2008, bez miejsca i roku wydania [2008], ss. 15, bez numeru ISBN.
- Mapa Lubinusa i jej znaczenie dla pamięci o Księstwie Pomorskim, opr. R. Banaszkiewicz, Goleniów, bez daty wydania [2009?], ss. 46, ISBN 978-83-940131-1-0.
- Wolin i Usedom przed II Wojną Światową. Wolin und Usedom vor dem II Weltkrieg, red. M. Kucharczyk, W. Filipowiak, Stargard Szczeciński, bez daty wydania [2013?], ss. 40, bez numeru ISBN.
- A. Janowski, W wolińskim porcie... In Wolin's port..., współwydawca: Urząd Miejski w Wolinie, Stargard Szczeciński, bez daty wydania [2014], ss. 40, ISBN 978-83-940131-0-3.
- Muzeum Regionalne im. Andrzeja Kaubego w Wolinie. 50 lat działalności, opr. R. Banaszkiewicz, Goleniów, bez daty wydania [2016], ss. 64, ISBN 978-83-940131-2-7.
- Wolin w malarstwie, opr. R. Banaszkiewicz, Szczecin 2018, ss. 62, ISBN 978-83-940131-3-4.
- Wolin w oczach Otto Lang-Wollina, opr. R. Banaszkiewicz, współwydawca: Urząd Miejski w Wolinie, Szczecin 2019, ss. 66, ISBN 978-83-940131-4-1.
- E. Grochowska, Wyspa pamięci, Wolin, bez daty wydania [Copyright 2021], ss. 108, bez numeru ISBN.
- W. Filipowiak, K. Kokora, Wolin i Mare Integrans, bez miejsca wydania, 2021, ss. 122, ISBN 978-83-940131-6-5.
- Ceramiczne dziedzictwo wyspy Wolin, red. K. Kokora, Wolin, bez daty wydania [Copyright 2022] i paginacji [ss. 80], ISBN 978-83-940131-7-2.
- A. Bednarczyk, K. Charów, K. Czech, P. Czech, K. Gołębiowska, P. Oleksy, M. Kierzynkowska, M. Kierzynkowski, P. Kula, K. Strzelczyk, K. Szyszka, A. Walczak, P. Walczak, M. Zielińska, Archiwalny Wolin, Wolin 2023, ss. 96, ISBN 978-83-940131-8-9.
- Legenda Winety. Komentarz współczesny, red. K. Kokora, P. Maliński, W. Filipowiak, Wolin 2024, ss. 72, ISBN 978-83-970160-0-2.

- R. Kiersnowski, Legenda Winety. Studium historyczne, wyd. II, Wolin 2024, ss. 192, ISBN 978-83-970160-2-6.
- Nad Dziwnę i Świnę. Tom 1. Relacje osadników z fonoteki wolińskiego muzeum, red. K. Kokora, P. Maliński, P. Oleksy, Wolin 2024, ss. 308, ISBN 978-83-970160-4-0.

## Galeria

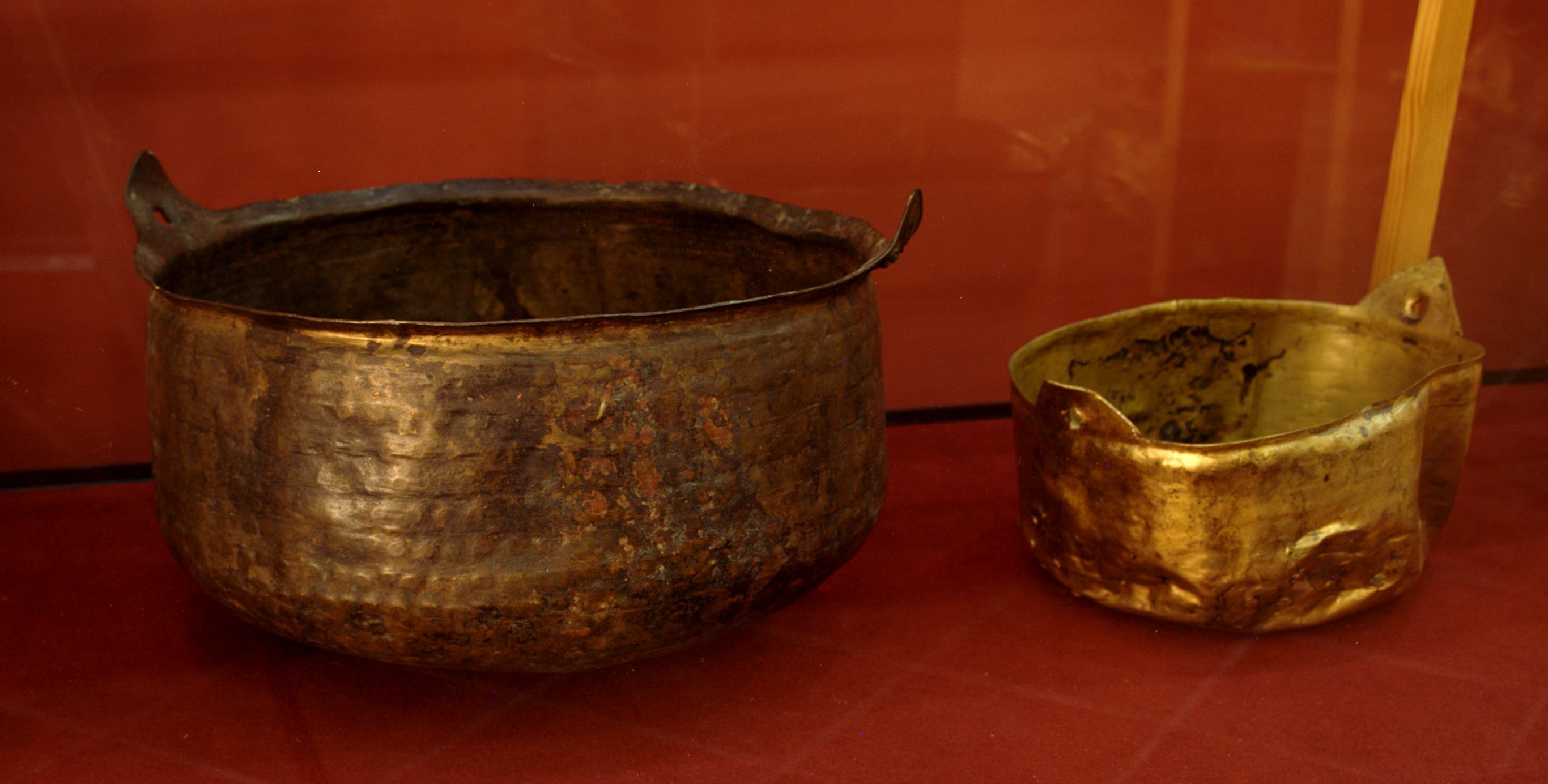
Kotły z Nadrenii
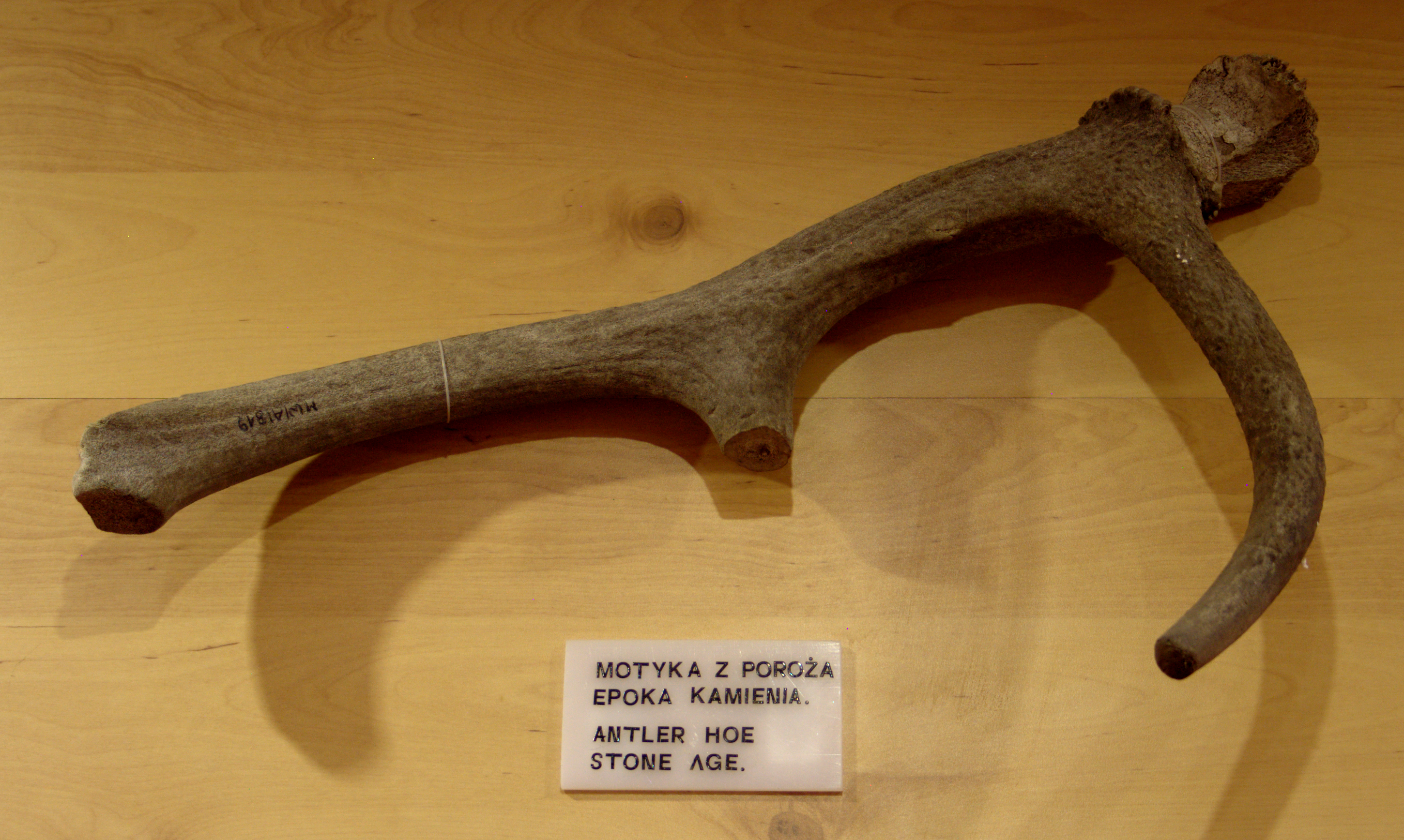
Neolityczna motyka z poroża
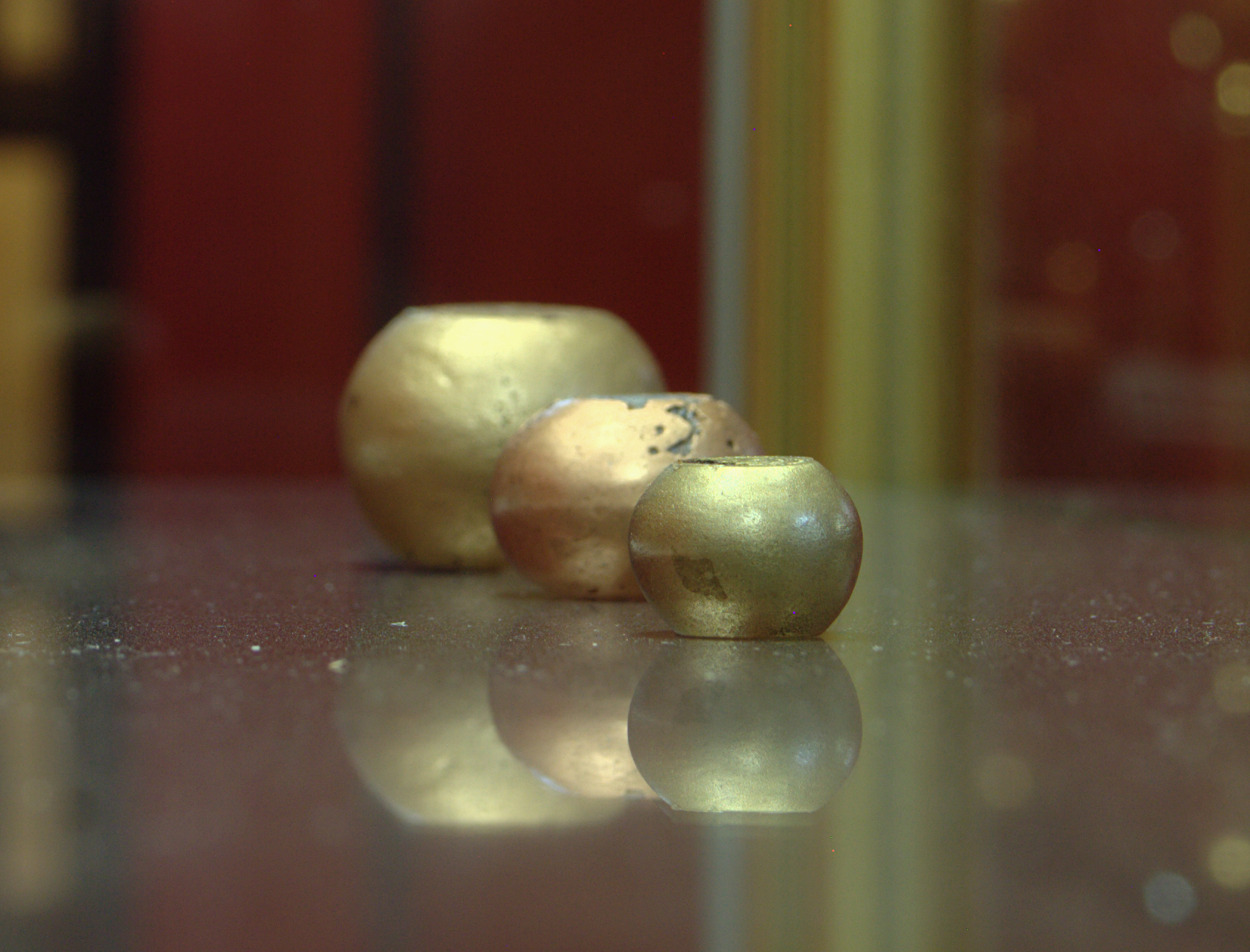
Odważniki beczułkowate z X wieku
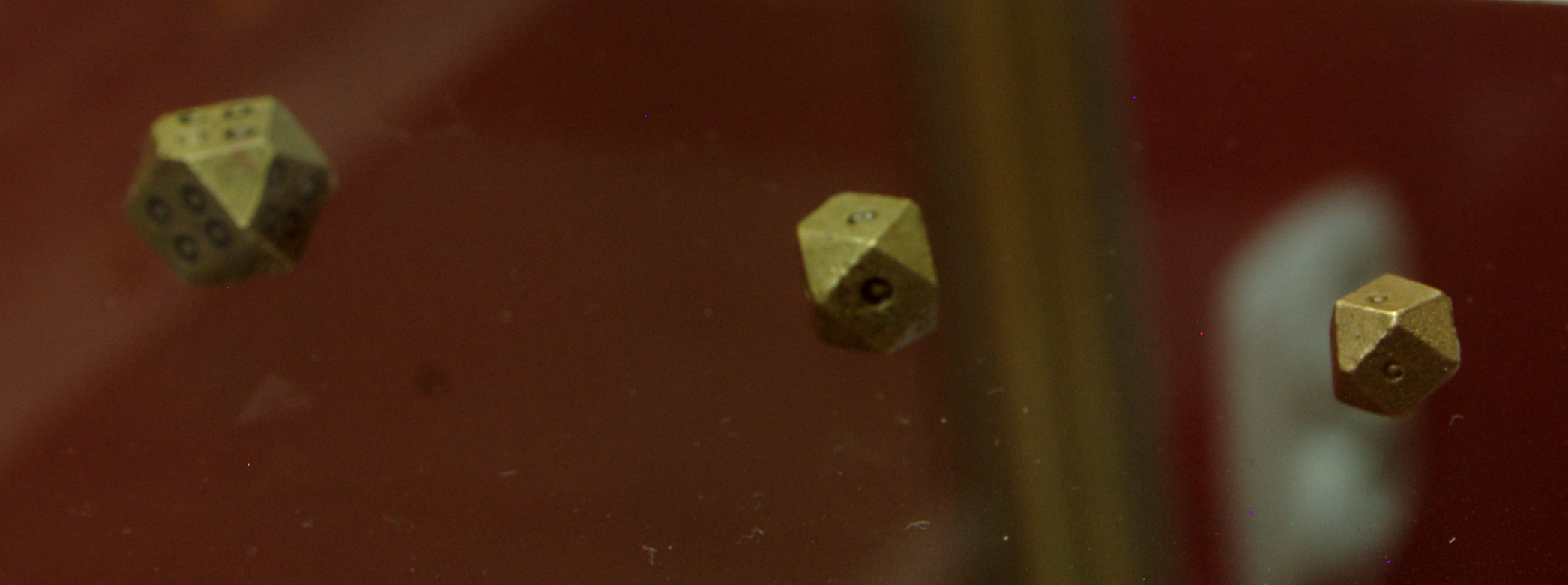
Odważniki kubooktaedryczne z X wieku
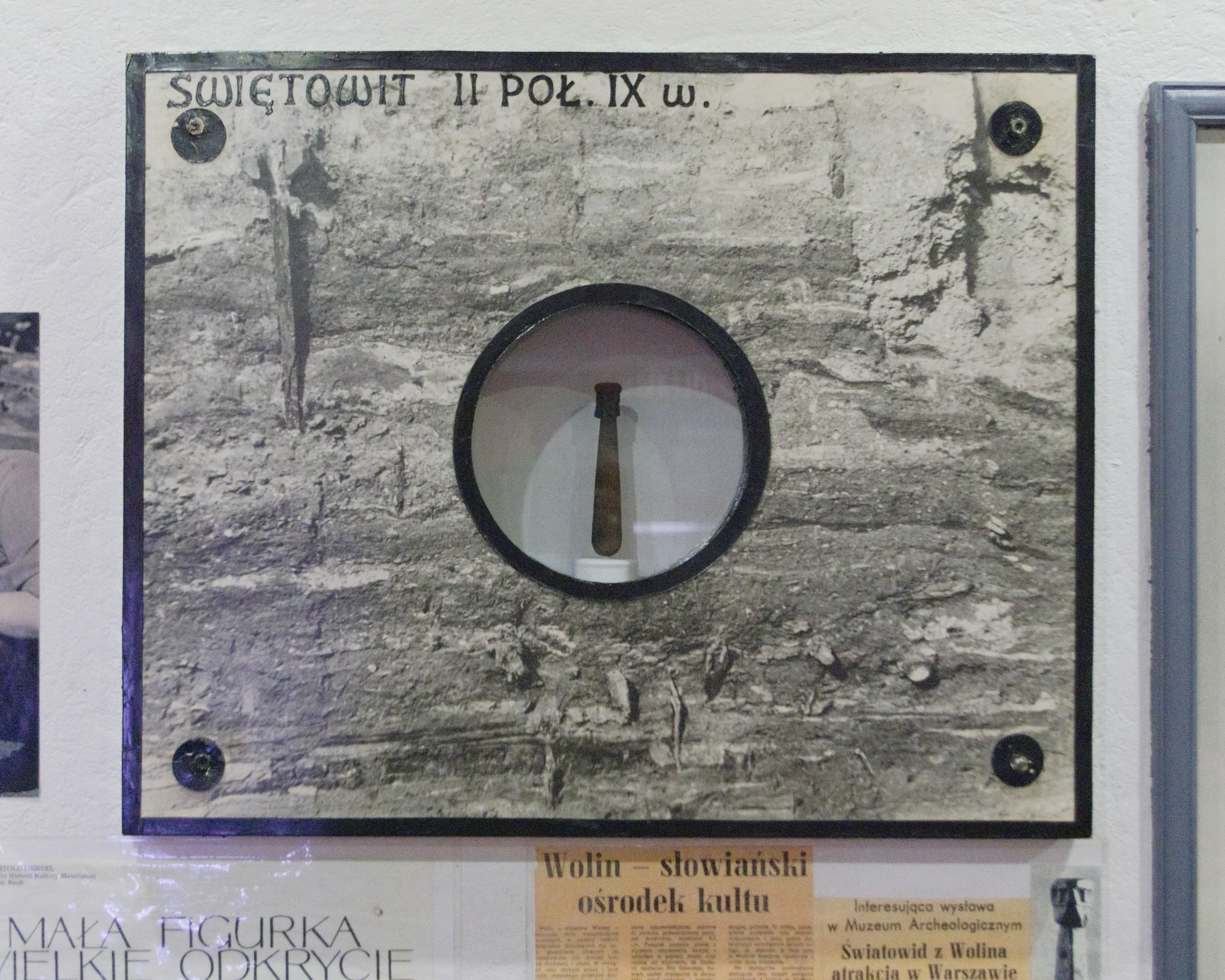
Świętowit woliński
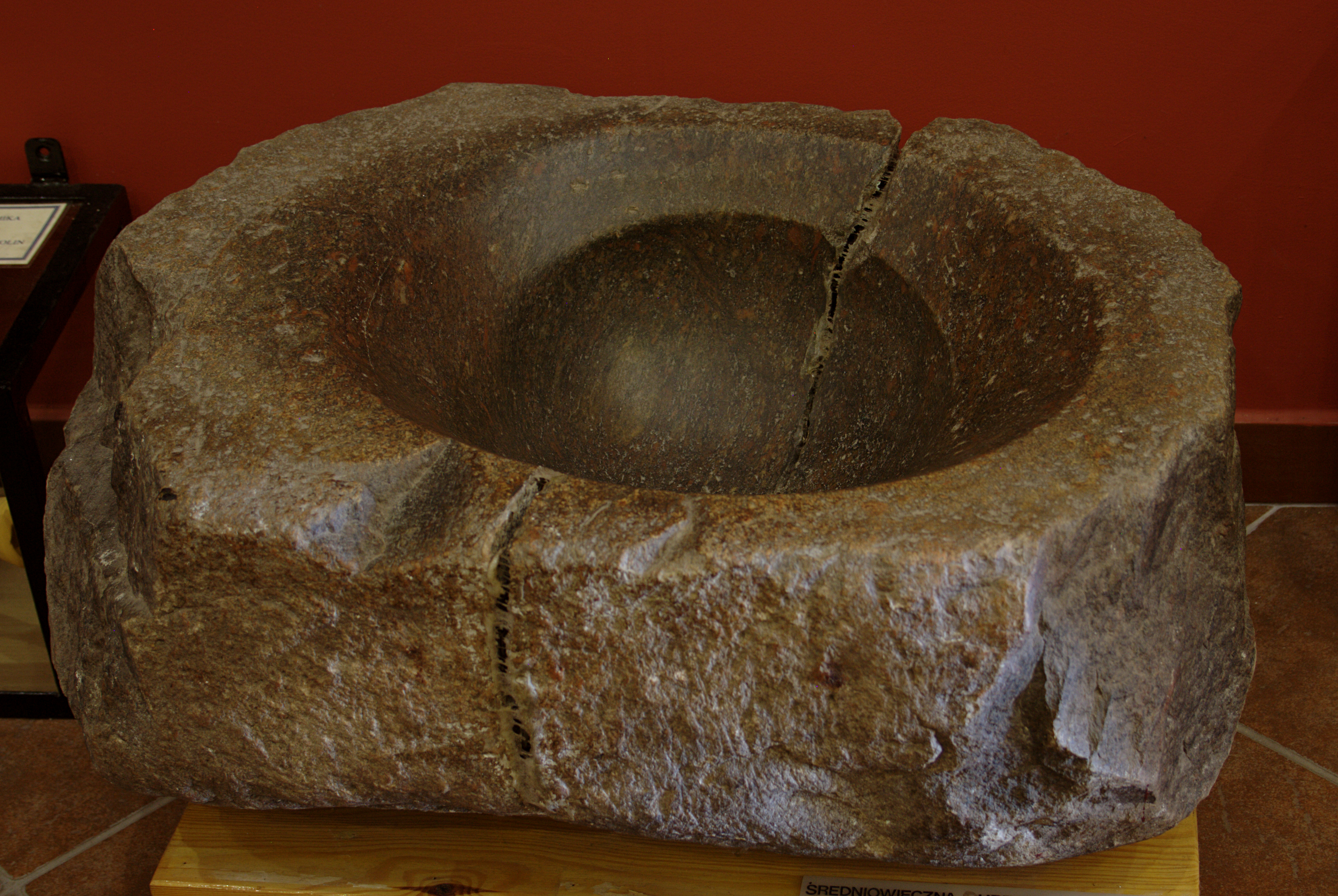
Średniowieczna chrzcielnica z Wolina
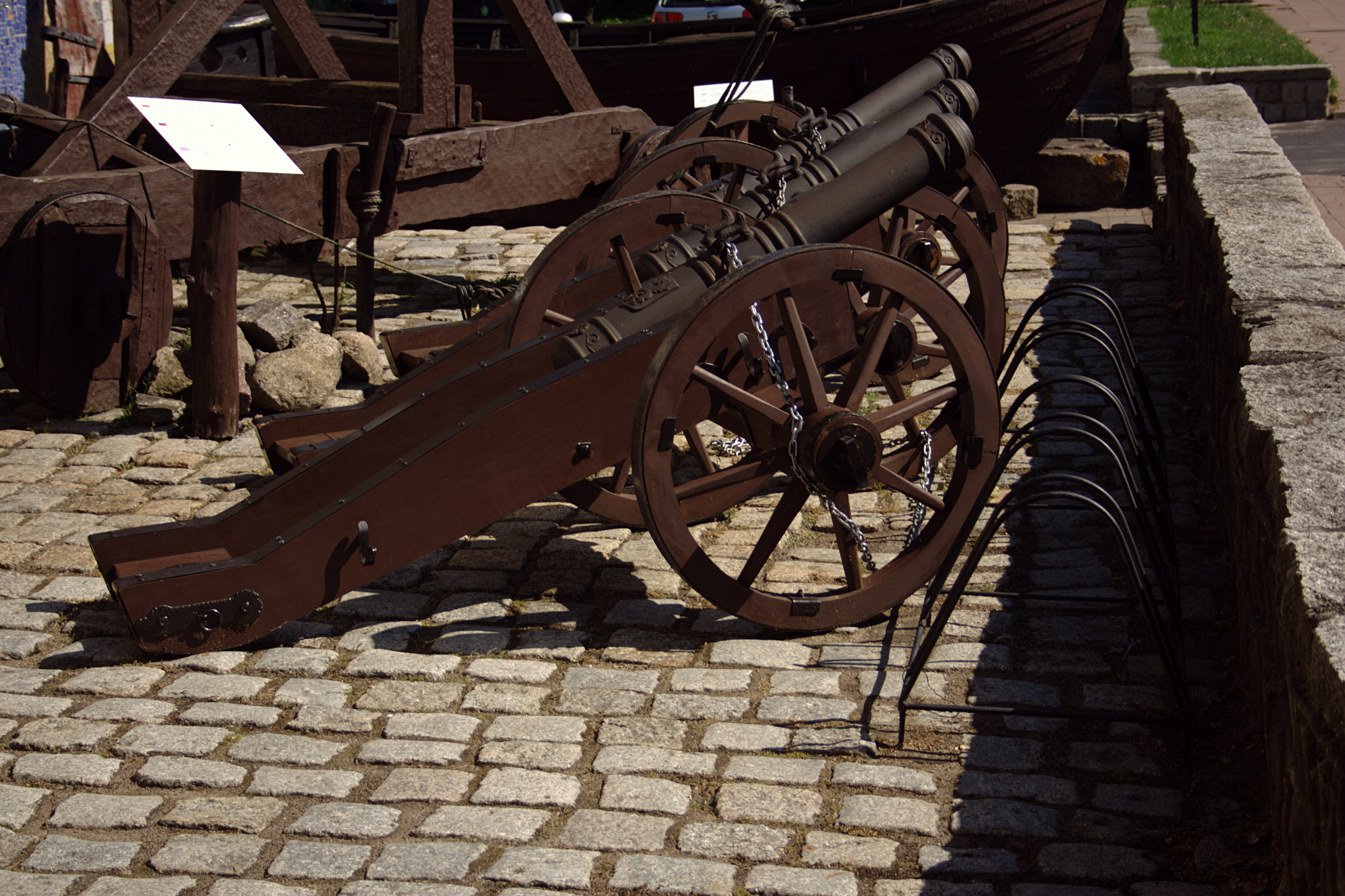
Armaty przed muzeum